# Sphenosaurus
Sphenosaurus es un género poco conocido de procolofónido, un tipo de reptil prehistórico del Pérmico tardío Buntsanstein de Alemania. Originalmente se le fue asignado el nombre Palaeosaurus sternbergii, por el paleontólogo alemán Leopold Joseph Fitzinger en 1840, el nombre genérico ya estaba preocupado por no uno sino otros dos reptiles a los que se les asignó el nombre Palaeosaurus. En 1847, Hermann von Meyer reconoció los usos originales de 1833 y 1836 de Palaeosaurus y trasladó a P. sternbergii a un nuevo género, Sphenosaurus.